# Ушкалка
У́шкалка — село в Україні, у Верхньорогачицькій селищній громаді Каховського району Херсонської області.
Село розташоване на березі Каховського водосховища,  за 12 км від автодороги Херсон — Запоріжжя. Населення — 1044 осіб. Ушкалка — колишній центр сільської ради.
Сільське комунальне підприємство «Дніпро». Артезіанська свердловина. Загальноосвітня школа І-ІІІ ст. Шкільний інтернат. Ясла-садок «Пролісок». Геріатричний пансіонат. Сільський будинок культури. Амбулаторія. Станція мобільного зв'язку «Київстар».

## Історія
Село вперше з'являється у документах за 1792 рік.
У XIX столітті, разом із селами Карайдубин (тепер — Бережанка), Бабине і Рогачик (тепер — Нижній Рогачик), село Ушкалка належало барону Штігліцу. До будівництва Каховської ГЕС і заповнення Каховського водосховища, до Ушкалки близько підходив Дніпро; окрім того, текла ріка Конка, з’єднуючись з Рогачицьким лиманом, у плавнях було багато озер і проток.
Станом на 1886 рік в селі Ушкалка Нижньо-Рогачицької волості мешкала 1051 особа, налічувалось 156 дворів, існувала лавка. 
В листопаді—грудні 1905 р. селяни сіл Ушкалка, Бабине, Нижнього Рогачику розгромили економію Романова в Верхньому Рогачику.
В радянські роки на території Ушкалки знаходилася центральна садиба колгоспу «Революція», за яким було закріплено 7567 га сільськогосподарських угідь, із них 6430 га орної землі, в тому числі 476 га зрошуваної, малося 333 га пасовищ, 30 га баштанів. Наряду з вирощуванням зернових культур у господарстві також були розвинені м'ясо-молочне тваринництво та овочівництво. Підсобне підприємство — кузня.
24 лютого 2022 року село тимчасово окуповане російськими військами під час російсько-української війни.

## Населення
Згідно з переписом УРСР 1989 року чисельність наявного населення села становила 1236 осіб, з яких 588 чоловіків та 648 жінок.
За переписом населення України 2001 року в селі мешкало 1040 осіб.

### Мова
Розподіл населення за рідною мовою за даними перепису 2001 року:
| Мова       | Кількість | Відсоток |
| ---------- | --------- | -------- |
| українська | 939       | 89.94%   |
| російська  | 104       | 9.96%    |
| вірменська | 1         | 0.10%    |
| Усього     | 1044      | 100%     |